# Bahnhofsmission (Projekt)
Bahnhofsmission  war ein Projekt des Regisseurs, Autors und Aktionskünstlers Christoph Schlingensief in Hamburg, in dessen Verlauf er neue Aktionsformen erprobte. Das Projekt, ausgehend vom Deutschen Schauspielhaus, war eine neue Form der experimentellen Kunst.

## Bahnhofsmission (Projekt)
Bahnhofsmission war die Fortsetzung der documentaX-Aktion
Schlingensief hatte mit dem am Deutschen Schauspielhaus Hamburg uraufgeführten Projekt Passion impossible – 7 Tage Notruf für Deutschland – eine Bahnhofsmission  1997 eine Aktionskunstform erprobt.

## Ablauf
Ausgehend vom Deutschen Schauspielhaus zog Schlingensief mit seinem Ensemble in eine am dortigen Hauptbahnhof gelegene, geräumte Polizeiwache. Eine Woche lang wurde hier unter Einbeziehung von sozialen Randgruppen, dem Spektrum von Personen, denen sich die Bahnhofsmission zuwendet, eine Reihe von Aktionen in St. Georg, einem Problemviertel, in der Einkaufszone der Stadt und dem Hauptbahnhof durchgeführt. An diesen Orten führte Schlingensief Aktionen durch. Dabei sprach er die Rolle der etablierten Kirche, neuer Bewegungen und der Vermarktung von Sexualität an.